# Damm (Dummerstorf)
Damm ist seit dem 7. Juni 2009 ein Ortsteil der Gemeinde Dummerstorf im Landkreis Rostock in Mecklenburg-Vorpommern (Deutschland).

## Geografie
Damm liegt etwa zehn Kilometer südlich von Rostock. Die Gemarkung zieht sich am Ostufer der unteren Warnow entlang. Das Warnowtal ist zusammen mit der westlich von Reez einmündenden Zarnow als Naturschutzgebiet ausgewiesen.
Zur ehemals selbständigen Gemeinde Damm, seit 2009 ein Ortsteil der Gemeinde Dummerstorf im 2011 gegründeten Landkreis Rostock, gehörten die Ortsteile Groß Viegeln, Klein Viegeln und Reez.

## Geschichte

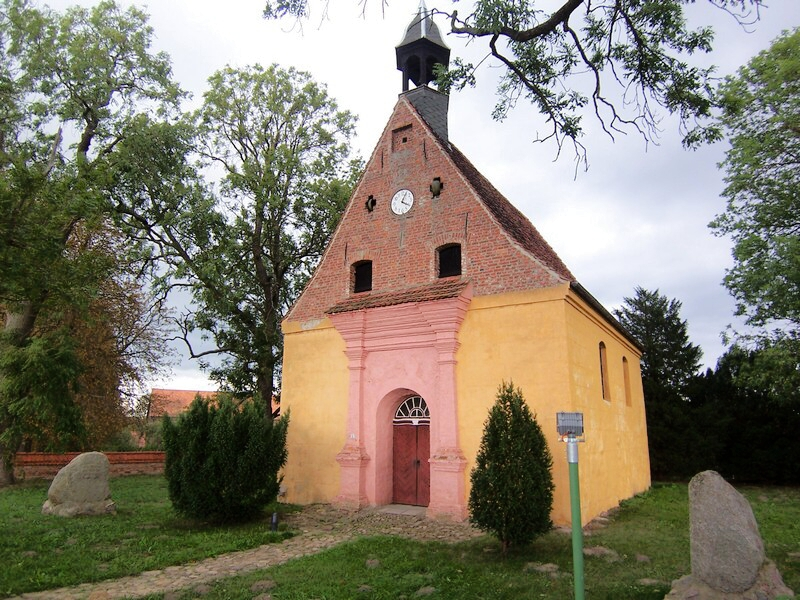
Kirche in Reez

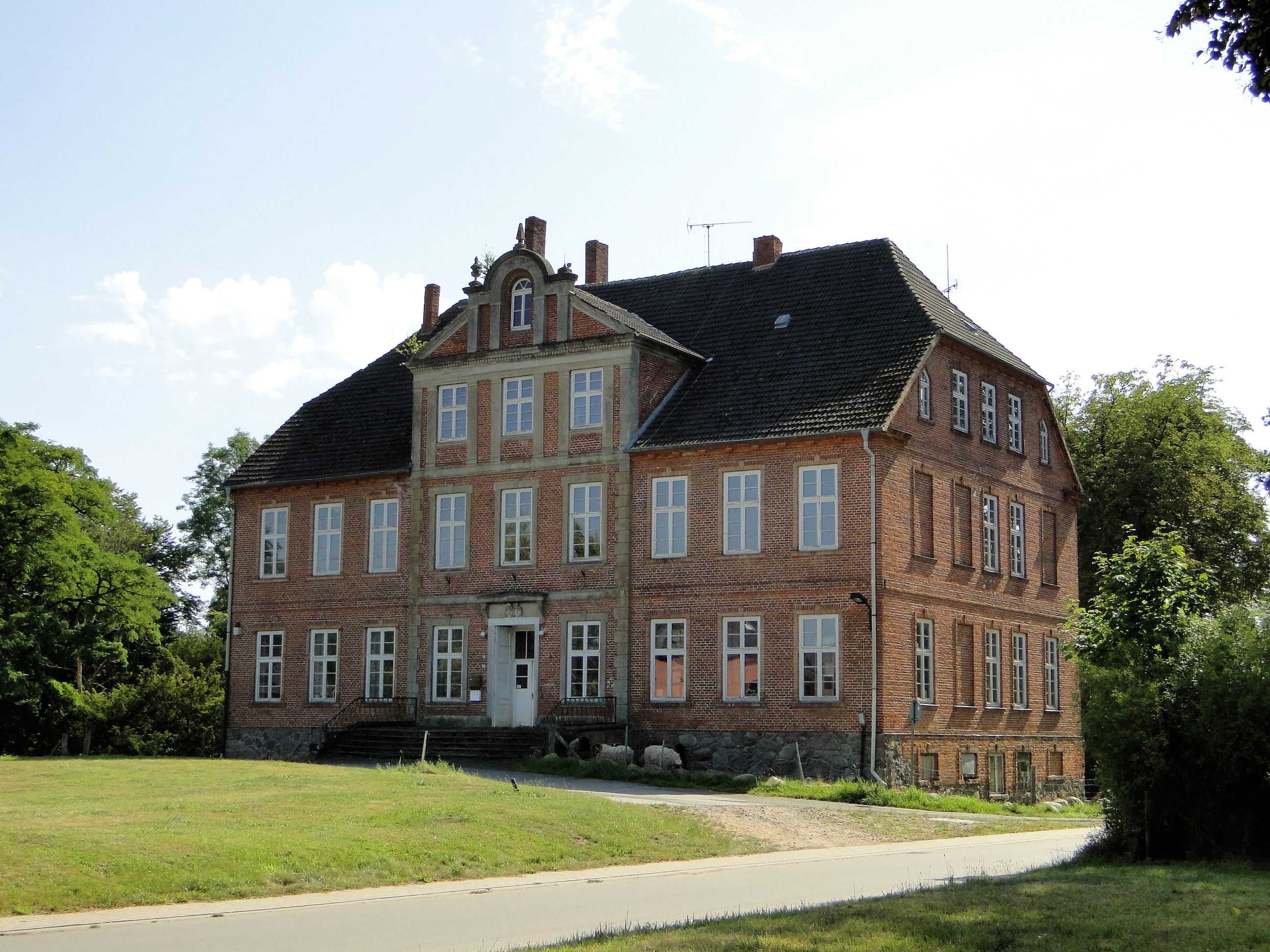
Herrenhaus Reez

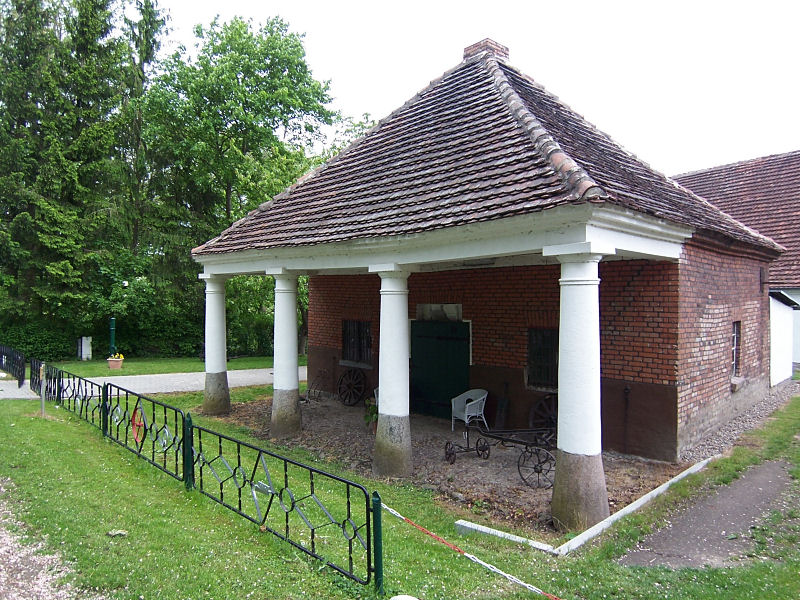
Schmiede in Reez

Zu Beginn der Zeitrechnung lebte zwischen Reez und Groß Viegeln am Pressenteich eine germanische Sippe, die zur Völkerwanderungszeit, vermutlich um 400 in Richtung Süden abzog. Um 850 werden im Bayrischen Geographen slawische Volksgruppen genannt, unter anderem auch die Warnower. Diese gliederte sich in vier Gruppen: die Redarier, Tollenser, Zirzipanen und die Kessiner.
Im Jahre 1171 wurde die Zarnow von Heinrich dem Löwen von Sachsen als Grenzfluss zum Fürstentum Werle (bei Schwaan) erklärt. Die „Villa Damme“ (= Ort am Flussdamm) wurde 1227 erstmals erwähnt. Vermutlich stammt der Ortsname daher ab. Eine weitere Erklärung könnte auch das alt-slawische Wort „dabu“ sein, das so viel wie „Eiche“ bedeutet. Im Jahre 1277 wurde der deutsche Name „Damm“ erstmals erwähnt. Grund war ein Landverkauf von sechs Hufen (= Höfe) durch den Fürsten von Werle an das Kloster „Zum Heiligen Kreuz“ in Rostock. In einer Rostocker Kämmereirechnung wurde erstmals 1283 der Ort Reez erwähnt (Deutung: Reez = Ort, wo Reden gehalten werden, oder Korn). Fürst Nikolaus III. zu Werle überließ 1353 dem Kloster „Zum Heiligen Kreuz“ in Rostock Gerichtsbarkeit und Bede (Landessteuer) von Damm und anderen Klosterdörfern.
Herzog Heinrich IV. zu Mecklenburg erbte 1436 Reez. Im Jahre 1541 wurde die Kapelle von Reez erstmals urkundlich erwähnt. Durch derer der Preen wurde Reez 1576 Rittergut. Während des Dreißigjährigen Krieges fanden auch in Damm Zerstörungen durch schwedische Truppen statt. Im Jahre 1770 ließ Graf von Flotow die 1742 eingestürzte Kapelle sanieren.
Carl Christoph Graf von Bassewitz erwarb 1817 Reez, und 1824 bis 1835 wurden viele Wirtschaftsgebäude, das Gutshof und die Dorfstraße errichtet. Im Jahre 1838 erwarben derer der Plessen das Gut. In Reez wurde 1866, in Damm 1880 je eine Dorfschule gebaut. Im Jahre 1927 wurde Damm an das Stromnetz angeschlossen. Auguste von Plessen richtete in Reez einen Erntekindergarten ein und zehn Jahre später wurde auch hier ein elektrisches Netz installiert, 1939 auch in Groß Viegeln. Im Jahre 1942 fanden ausgebombte Rostocker Familien in Reez Zuflucht. Am 1. Mai 1945 erreichte die Rote Armee Reez, das Gutshaus wurde zur Kommandantur erklärt, und am folgenden Tag nahmen polnische Reiter Groß Viegeln ein. Im Oktober 1945 gab es eine Bodenreform, es wurden Neubauernstellen geschaffen. Im Jahre 1946 verließ die Rote Armee die Gemeinde wieder und der Verein der gegenseitigen Bauernhilfe (VdgB) wurde gegründet. Drei Jahre später wurde die Freiwillige Feuerwehr Damm–Reez gegründet. Die LPG „Neues Deutschland Damm“ (Landwirtschaftliche Produktionsgenossenschaft) wurde 1953 gegründet und 1969 war in der gesamten Gemeinde das Trinkwassernetz fertiggestellt.
Am 1. Juli 1950 wurde die bis dahin eigenständige Gemeinde Reez eingegliedert.

## Sehenswürdigkeiten
- Schmiede, Gutshaus und Kapelle (erbaut um 1800 in klassizistischem Stil) im Ortsteil Reez
- Pferdegestüt (Reittouristik) im Ortsteil Groß Viegeln, siehe hierzu auch Sport in Dummerstorf

## Verkehrsanbindung
Damm liegt in unmittelbarer Nähe zum Kreuz Rostock (A 19/A 20), die Ausfahrt Kavelstorf ist 2,5 Kilometer von Damm entfernt. Im nahen Kavelstorf besteht Bahnanschluss (Strecke Rostock-Berlin).